# Lytchett Matravers
Lytchett Matravers – wieś w Anglii, w hrabstwie Dorset, w dystrykcie (unitary authority) Dorset. Leży 27 km na wschód od miasta Dorchester i 160 km na południowy zachód od Londynu. W 2001 miejscowość liczyła 3309 mieszkańców.